# Gaby André
Gaby André, también conocida como Gaby Andreu (5 de marzo de 1920 – 9 de agosto de 1972) fue una actriz cinematográfica francesa.

## Biografía
Su verdadero nombre era Gabrielle Louise Mathilde Andreu, y nació en Châlons-sur-Marne (actualmente Châlons-en-Champagne, Francia.
Tuvo un papel de reparto en el film Hélène, de Jean Benoît Lévy y Marie Epstein, con interpretaciones de Madeleine Renaud, Jean-Louis Barrault y Odette Joyeux.
Su carrera se inició realmente en 1938 con el papel de Mireille en Entrée des artistes, película de Marc Allégret en la que actuaban Odette Joyeux, Louis Jouvet y Bernard Blier.
Gaby André falleció a causa de un cáncer en 1972 en Roma, Italia, ciudad en la que fue enterrada. Había estado casada desde 1947 con el industrial Eli Smith, era madre de la actriz Carole André.

## Filmografía
- 1936 : Hélène, de Jean Benoît-Lévy y Marie Epstein
- 1936 : L'Homme du jour, de Julien Duvivier
- 1937 : La Plus Belle Fille du monde, de Dimitri Kirsanoff
- 1938 : Le Drame de Shanghaï, de Georg Wilhelm Pabst
- 1938 : Entrée des artistes, de Marc Allégret
- 1938 : La Fin du jour, de Julien Duvivier
- 1938 : Fort Dolorès, de René Le Hénaff
- 1938 : J'étais une aventurière, de Raymond Bernard
- 1938 : La Vierge folle, de Henri Diamant-Berger
- 1939 : L'Héritier des Mondésir, de Albert Valentin
- 1939 : L'Esclave blanche, de Marc Sorkin
- 1940 : Paradis perdu, de Abel Gance
- 1941 : Parade en sept nuits, de Marc Allégret
- 1941 : Cartacalha, reine des gitans, de Léon Mathot
- 1941 : Départ à zéro, de Maurice Cloche
- 1941 : L'Étrange Suzy, de Pierre-Jean Ducis
- 1941 : La Maison des sept jeunes filles, de Albert Valentin
- 1942 : Le Chant de l'exilé, de André Hugon
- 1942 : L'Ange de la nuit, de André Berthomieu
- 1943 : Adémaï bandit d'honneur, de  Gilles Grangier
- 1943 : Un seul amour, de Pierre Blanchar
- 1945 : Les Gueux au paradis, de René Le Hénaff
- 1945 : 120, rue de la gare, de Jacques Daniel-Norman
- 1945 : Monsieur Grégoire s'évade, de Jacques Daniel-Norman
- 1945 : Une femme coupée en morceaux, de Yvan Noé
- 1950 : Boniface somnambule, de Maurice Labro
- 1950 : Please Believe Me, de Norman Taurog
- 1950 : Higway 301, de Andrew L. Stone
- 1951 : The green glove, de Rudolph Maté
- 1951 : L'angelo del peccato, de Léonardo de Mitri
- 1952 : Ingiusta condanna, de Giuseppe Masini
- 1953 : Giuseppe Verdi, de Raffaello Matarazzo
- 1953 : Prima de sera, de Pierro Tellini
- 1954 : Tua per la vita, de Sergio Grieco
- 1954 : Siamo ricchi e poveri, de Siro Marcellini
- 1954 : La campana di San Giusto, de Mario Amendola y Ruggero Maccari
- 1955 : Donatella, de Mario Monicelli
- 1956 : Una voce, una chitarra e un po di luna, de Giacomo Gentilomo
- 1957 : La grande caccia/East of Kilimandjaro, de Arnold Belgard
- 1957 : Incognito, de Patrice Dally
- 1957 : The strange world of planet X, de Gilbert Gunn
- 1960 : La venganza de Hércules, de Vittorio Cottafavi
- 1962 : Il segno di Zorro, de Mario Caiano
- 1969 : Togli le gambe dal parabrezza, de Massimo Franciosa
- 1970 : Pussycat, Pussycat, i love you, de Rodney Amateau
- 1970 : La torta in cielo, de Lino Del Fra